# Przysięga (opera)
Przysięga (fr. Le Serment) – opera Aleksandra Tansmana, w jednym akcie, do której libretto napisał Dominique Vincent według Balzaka. Jej prapremiera miała miejsce w Brukseli 1 marca 1955 roku, zaś premiera polska odbyła się w Warszawie w 2009 roku.

## Osoby
- Hrabina – sopran
- Mąż – baryton
- Więzień hiszpański – tenor
- Służąca – mezzosopran
- Służący – tenor
- Przechodzień – rola mówiona[3].

## Treść
Akcja rozgrywa się w czasach napoleońskich na południu Francji.
Przechodzień widzi opustoszałe ruiny zamku i zastanawia się jaka tragedia mogła się tam wydarzyć. Jego myśli ożywają pokazując młodą Hrabinę, poślubioną starszemu małżonkowi. Uradowana jego wyjazdem ukrywa w zamku hiszpańskiego zbiega, który jest jej kochankiem. Przedwcześnie powróciwszy mąż podejrzewa zdradę. Hrabina przysięga na krucyfiks, że nikogo w jej alkowie nie ma, chociaż ukryła swojego kochanka między sukniami. Mąż oświadcza, że wierzy przysiędze i każe alkowę zamurować.